# Maiken Pape
Maiken With Pape (født 20. februar 1978) er en dansk kvindelig fodboldspiller som spiller for Stabæk.
Pape var egentlig først og fremst en tennisspiller, og en meget lovende. Imidlertid var tennisen dog ikke for hende, og hun valgte at fokuserede på studier (hun tog eksamen fra Cand. Merc. i design og kommunikastion)